# زهرة الدم الجبلية
زهرة الدم الجبلية (الاسم العلمي: Haemanthus montanus) هي نوع من النباتات تتبع جنس زهرة الدم من فصيلة النرجسية. تم وصف هذا النوع من النبات علمياً لأول مرة من قبل جون غيلبرت بيكر سنة 1896.